# 292年
| 千纪： | 1千纪                                                                                           |
| 世纪： | 2世纪 \| 3世纪 \| 4世纪                                                                         |
| 年代： | 260年代 \| 270年代 \| 280年代 \| 290年代 \| 300年代 \| 310年代 \| 320年代                       |
| 年份： | 287年 \| 288年 \| 289年 \| 290年 \| 291年 \| 292年 \| 293年 \| 294年 \| 295年 \| 296年 \| 297年 |
| 纪年： | 壬子年（鼠年）；西晋元康二年                                                                    |

## 大事记
- 匈奴人郝散起兵攻打上黨郡。
- 7月8日馬雅文明城邦蒂卡爾立國

## 各国领袖

### 亞洲
- 中國 - 西晋皇帝：晋惠帝司马衷（290年－306年）
- 拓跋部 - 拓跋绰，鲜卑大人（286年－293年）
- 铁弗 - 誥升爰（272年－309年）
- 南匈奴 - 劉淵，左部帅（279年－304年）
- 慕容鲜卑 - 慕容廆（285年－333年）
- 朝鲜半岛（朝鲜三国时代）
  - 百济 - 責稽王，百济王（286年－298年）
  - 伽耶 - 居叱弥王，伽耶君主（291年－346年）
  - 高句丽 -

  1. 西川王，高句丽王（270年－292年）
  2. 烽上王，高句丽王（292年－300年）

  - 新罗 - 儒禮尼師今，新罗王（284年－298年）
- 日本- 誉田别尊，倭国国王（270年－310年）
- 亚美尼亚- 梯里达底三世，亚美尼亚王（287年－330年）
- 古卡特利王国（格鲁吉亚库思老王朝） - 米利安三世，伊比利亚国王（284年－361年）
- 巴克特里亞与健馱邏國- Hormizd一世（265年－295年）
- 波斯萨珊王朝 - 巴赫拉姆二世，波斯国王（276年－293年）
- 印度笈多王朝 - 瓶首王（英语：Ghatotkacha (king)），笈多国王（280年－319年）
- 西薩特拉普王朝- Bhratadaman（278年－295年）

### 欧洲
- 罗马帝国 - 
  - 戴克里先，罗马皇帝（284年－305年）
  - 馬克西米安，罗马皇帝（286年－305年）
- 爱尔兰 - Fiacha Sraibhtine，爱尔兰高王（285年－322年）

### 非洲
- 库施王朝 - Yesebokheamani（283年－300年）
- 阿克苏姆王国王朝 - Endubis（c.270－c.300年）

## 出生
- 何充，东晋官员，曾任中书令、中书监、骠骑将军、徐州刺史、扬州刺史、侍中，录尚书事（346年逝世）
- 帕科繆，埃及修士（348年逝世）

## 逝世
- 楊芷，晋武帝皇后（259年出生）[1]
- 司馬耽，西晋宗室，中山王。